# اداوبلال (سيدي أحمد أوحامد)
اداوبلال هي إحدى مشيخات المملكة المغربية، تتبع جغرافيا لإقليم الصويرة وإداريًا لسيدي أحمد أوحامد. يقدر عدد سكانها بـ 2491 نسمة حسب الإحصاء الرسمي للسكان والسكنى لسنة 2004.